# Storbladig magnolia
Storbladig magnolia (Magnolia macrophylla) är en art i familjen magnoliaväxter och förekommer naturligt i USA, från södra Appalacherna till de sydöstra delarna. Arten odlas ibland som trädgårdsväxt i södra Sverige. Storbladig magnolia har de största bladen och blommorna i hela släktet.
En introducerad population finns i östra Mexiko. Arten ingår i skogar, ofta tillsammans med träd av boksläktet.
För beståndet är inga hot kända och hela populationen anses vara stabil. IUCN listar arten som livskraftig (LC).

## Synonymer
Magnolia michauxiana de Candolle